# 帕克斯维尔 (南卡罗来纳州)
帕克斯维尔（英文：Parksville），是美国南卡罗来纳州下属的一座城市。城市类型是“Town”。其面积大约为0.73平方英里（1.89平方公里）。根据2010年美国人口普查，该市有人口117人，人口密度约为每平方 英里160.71人（约合每平方公里62.05人）。